# See Genezareth
Der See Genezareth bzw. nach den Loccumer Richtlinien See Gennesaret, auch See Gennessaret oder See Genesareth (hebräisch ים כנרת Jam Kinneret; reichsaramäisch יַמּא דטבריא; גִּנֵּיסַר; arabisch بحيرة طبريا, DMG Buḥairat Ṭabariyyā, englisch Sea of Galilee), biblisch auch „Galliläisches Meer“, liegt in Nordisrael im oberen Jordangraben, der nördlichen Fortsetzung des Großen Afrikanischen Grabenbruchs.
Der See ist mit 212 Metern unter dem Meeresspiegel der tiefstgelegene Süßwassersee der Erde. Nach dem Toten Meer (rund 430 Meter unter Meeresspiegel) ist er das zweittiefstgelegene stehende Gewässer der Erde.

## Bezeichnungen
Andere Bezeichnungen im Deutschen sind Galiläisches Meer, See von Tiberias oder Tiberiassee. Bei Graetz und anderwärts wird er auch Harfensee genannt. Eine volkstümliche Erklärung des Namens behauptet, dass der hebräische Name ים כנרת Jam Kinneret „Harfenmeer“ bedeute (von kinnor, Harfe), nach der Form, die an eine Harfe erinnert. Tatsächlich leitet sich der Name von der wichtigsten bronzezeitlichen Stadt vom Ufer des Sees ab, dem im Nordwesten gelegenen phönizischen Kinneret.
Der arabische Name بحيرة طبريا / Buḥayrat Ṭabariyā oder بحر طبريا / Baḥr Ṭabariyā bedeutet „See von Tiberias“ beziehungsweise „Meer von Tiberias“. Im Mittelalter nannten die Araber den See „Meer von Minya“, nach der damals wichtigen umajjadischen Anlage von Khirbat al-Minya. Somit hält sich die Regel, dass der See im Lauf seiner Geschichte meist nach der wichtigsten Siedlung an seinem Ufer benannt wurde.

## Geographie

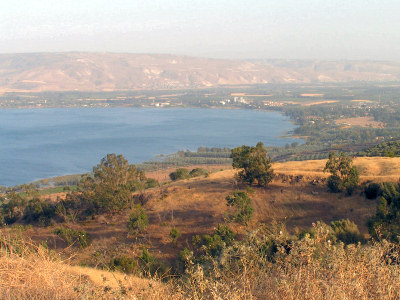
See Genezareth

Der See Genezareth ist – je nach Wasserstand – bis zu 21 km lang, an seiner breitesten Stelle 13 km breit, seine Wasserfläche beträgt 166 km², sein Umfang 53 km. Die Tiefe beträgt an der tiefsten Stelle 43 m. Damit liegt die tiefste Stelle des Seegrundes 255,07 m unter dem Meeresspiegel. Allerdings reichen mehrere Seen mit Wasserspiegeln über dem Meer bis in größere Tiefen: Der Wasserspiegel  des Gardasees liegt 65 m über, seine tiefste Stelle 281 m unter Meereshöhe, beim Baikalsee sind es 455,5 m über und 1186,5 m unter dem Wasserspiegel der Ozeane.
Wichtigster Zufluss ist der vom Hulebecken im Norden kommende Jordan. Im Süden fließt der Fluss weiter in Richtung des Toten Meeres. Einfluss- und Ausflusspunkt haben sich innerhalb der letzten 2000 Jahre aufgrund von Erdbeben mehrfach verschoben. Das Jordantal ist ein Teil des übergeordneten Großen Afrikanischen Grabenbruchs, der sich bis nach Ostafrika erstreckt und dort Ostafrikanischer Graben genannt wird. Aufgrund der starken Tektonik treten an verschiedenen Stellen heiße Quellen aus dem Boden, unter anderem bei Tiberias, Tabgha, Fuliya und Hamat Gader. Diese heißen Quellen machten den See schon in der Antike zu einem beliebten Erholungsziel.
Unmittelbar am Ufer des Sees liegen eine Reihe von Ortschaften, die größte ist Tiberias im Südwesten. Im Norden befinden sich unter anderem Tabgha, der Berg der Seligpreisungen, Kafarnaum und Bethsaida. Im Osten schließen sich die Golanhöhen mit den Wadis Yehudiya und Meschuschim an. Der syrische Golan ist seit dem Sechstagekrieg im Jahr 1967 von Israel besetzt und seitdem ein umstrittenes Gebiet. Auf der Ostseite des Sees liegen mehrere Städte der Dekapolis in der Nähe der heutigen israelisch-jordanischen Grenze.

### Wellen
Da die Lufttemperatur an der Seeoberfläche wesentlich höher ist als die in den umliegenden Bergen, treten bisweilen starke Winde über den See auf, die plötzlich heftigen Wellengang hervorrufen und kleinere Boote zum Kentern bringen können.

## Geschichte
Am Südwestufer, zeitweise sogar im Randbereich des Sees selber, befindet sich die früh epi-paläolithische Siedlung Ohalo II. Im Nordwesten des Sees wurden Überreste der aus der ägyptischen Überlieferung bekannten Stadt Kinneret gefunden, die von den Forschern auf die Mittlere und Jüngere Bronzezeit datiert wurden. Westlich entdeckte man die spätantike Synagoge von Chorvat Kur. Der See Genezareth liegt an der früheren Römerstraße Via Maris, die Ägypten mit den nördlicheren römischen Provinzen verband.
Im Jahre 1909 bauten jüdische Pioniere die erste kollektive ländliche Siedlung in Israel, den Kibbuz Degania Aleph. Im Oktober 1917 richteten die Mittelmächte ein kleines Marinekommando ein, das über ein Motorboot und einen Leichter verfügte.
Heute ist der See Genezareth ein sehr populäres Urlaubsgebiet. Aufgrund seiner vielen historischen und spirituellen Plätze besuchen jährlich etwa eine Million einheimische und ausländische Touristen den See. In den 1980er und 1990er Jahren leitete der deutsche Biblische Archäologe Volkmar Fritz Ausgrabungen am See.

## Biblische Bezüge
Die Gegend um den See spielt eine bedeutende Rolle im Neuen Testament. Viele Geschichten der Evangelien sind hier lokalisiert, das Gebiet war ein Zentrum des Wirkens Jesu sowie Erscheinungsort des Auferstandenen. Im Norden finden sich viele Stätten, an denen Jesus gewirkt haben soll: Tabgha, der Berg der Seligpreisungen, Kafarnaum und Bethsaida.

## Wirtschaftliche Bedeutung
Der See Genezareth ist fischreich. Die meisten Fischer kommen aus Tiberias, Migdal sowie den Kibbuzim En Gev und Ginnossar. Zu den wirtschaftlich interessanten Fischen gehören der Sarotherodon galilaeus, der im Arabischen Musht genannt wird und den viele Pilger und Touristen als „Petrusfisch“ kennen, sowie die Kinneret-Sardine (Acanthobrama terrae-sanctae). Begünstigt durch das feuchtwarme Klima rund um den See ist auch die Landwirtschaft von Bedeutung. Darüber hinaus ist der Tourismus ein wichtiger Wirtschaftsfaktor.
Der See bildet das größte Süßwasserreservoir Israels. 1964 wurde der National Water Carrier gebaut, eines der größten Wasserverteilsysteme der Welt. Über eine Pumpanlage unter dem antiken Kinneret können pro Sekunde 28 m³ Wasser abgepumpt werden. Im Sommer sinkt dadurch der Wasserspiegel des Sees um einen Zentimeter pro Tag. Das Wasser fließt durch einen offenen Kanal, wird in der Beit-Netofa-Senke (hebräisch בִּקְעַת בֵּית נְטוֹפָה Biqʿat Bejt Nɘṭōfah, arabisch سهل البطوف Sahl al-Baṭūf) in Galiläa gereinigt und auf Trinkwasserqualität gebracht. Dann fließt es über eine Leitung mit 2,75 m Durchmesser in den Großraum Tel Aviv und weiter bis in die südliche Wüste Negev.
Durch die Wasserentnahme und mehrere niederschlagsarme Jahre in Folge kann der Seespiegel stark sinken. Selbst im Frühjahr kann der Pegel für Niedrigwasser von –213 m (die sogenannte „Rote Linie“) kaum überschritten werden. Die Hochwassermarke von –208 m wurde zuletzt im Winter 1991/1992 erreicht. Ein niedriger Wasserstand ist kritisch, weil das Tiefenwasser des Sees Salzwasser ist und nur von einer Süßwasserschicht bedeckt wird. Zudem würde aus salzigen Tiefenquellen mehr Salzwasser in den See gelangen, da mit sinkendem Pegel der Gegendruck abfällt. Sinkt der Wasserspiegel zu weit ab und wird die Süßwasserschicht zu dünn, kann der See kippen und komplett versalzen, was drastische ökologische und ökonomische Folgen hätte. Daher wird die Wasserentnahme ab Erreichen der „Roten Linie“ stark reduziert und die Bevölkerung über Kampagnen in den Medien zum sparsamen Umgang mit Trinkwasser aufgefordert. Nach Angaben von Professor Uri Schany, Direktor der Israelischen Wasserverwaltung, muss die Wasserentnahme aus dem See bei Erreichen der „Schwarzen Linie“ bei Pegel –214,87 m komplett eingestellt werden. Israel versucht, die reduzierte Wasserentnahme aus dem See durch aufbereitetes Abwasser bzw. Wasser aus Meerwasserentsalzungsanlagen wie beispielsweise in Aschkelon sowie durch Süßwasserimporte mit Tankschiffen aus der Türkei zu kompensieren. Im Frühjahr 2020 war der See fast vollständig gefüllt. Nach dem dritten regenreichen Winter in Folge erreichte der Pegel am 25. April 2022 mit -209,02 m erneut den Wert von 2020.

## Pegelstände

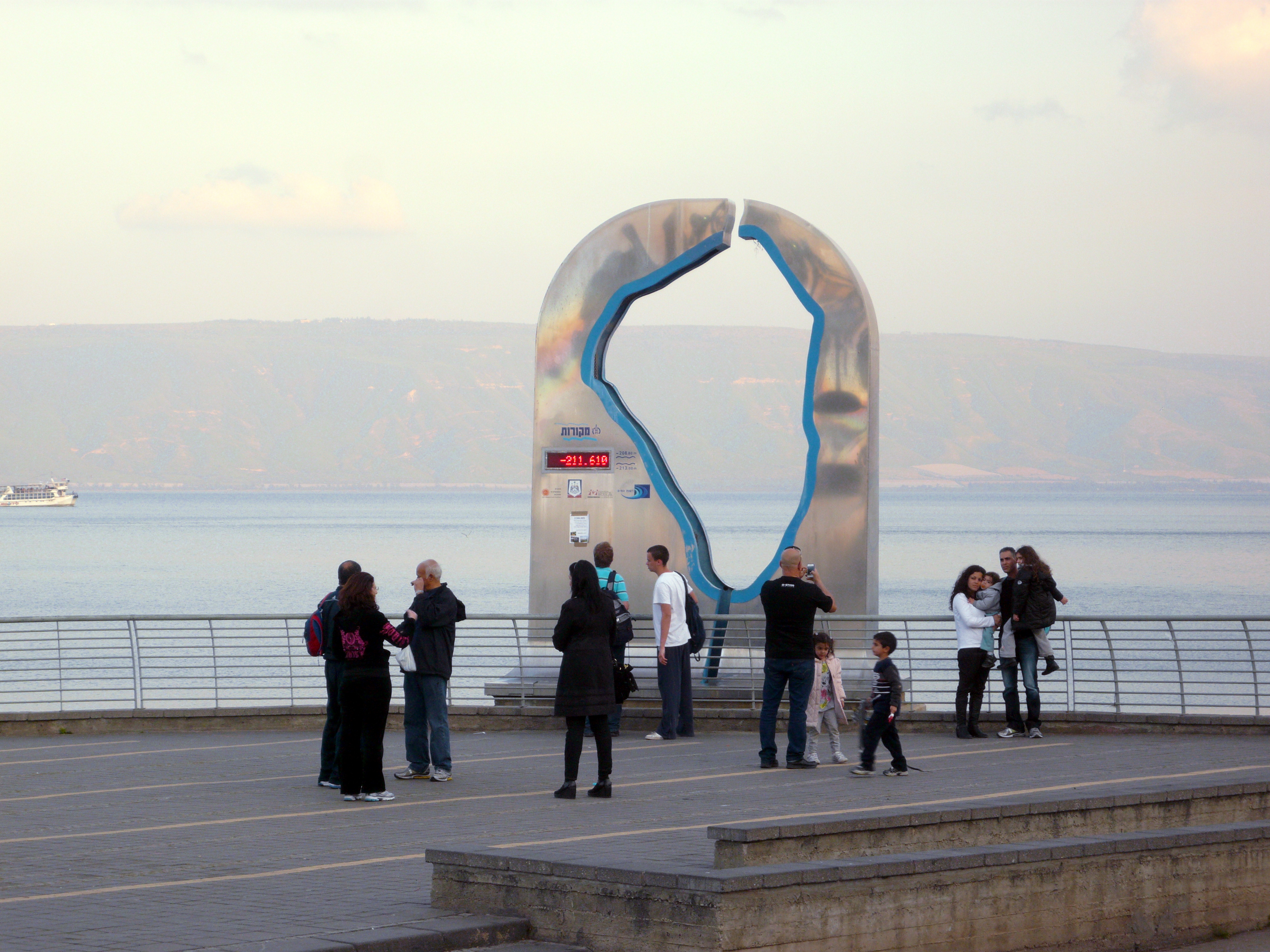
Wasserstandsanzeiger am See Genezareth

Die Pegelstände des Sees werden seit 1926 erfasst. Einige Pegelstände sind:
| Datum             | Pegel     | Bemerkung                                        |
| ----------------- | --------- | ------------------------------------------------ |
| 1969              | −208,20 m | Bisheriger Höchststand                           |
| November 2001     | −214,87 m | Bisheriger Tiefststand                           |
| 12. April 2020    | −209,01 m | Höchster Stand seit 2004                         |
| 4. September 2020 | −209,53 m | Höchster Stand in einem September seit 27 Jahren |